# Clic (phonétique)
Cette page contient des caractères spéciaux ou non latins. S’ils s’affichent mal (▯, ?, etc.), consultez la page d’aide Unicode.
Pour les articles homonymes, voir Clic.
En phonétique, un clic est un son produit avec la langue ou les lèvres sans l'aide des poumons. Ces sons appartiennent aux consonnes non pulmonaires, au même titre que les consonnes glottalisées, injectives et éjectives.

## Distribution dans le monde
Ce type de son est utilisé comme phonème consonantique par certaines langues du sud et de l'est de l'Afrique, notamment des langues khoïsan comme le taa, le ǃxũ (ǃkung), le juǀʼhoan et le nama. Probablement par le biais d'influences, certaines langues bantoues à proximité ont développé des clics. Les plus célèbres sont celles du groupe des langues nguni, notamment le xhosa, le zoulou et le sotho. On parle ces trois langues en Afrique du Sud et au Lesotho. De même, une langue couchitique méridionale, le dahalo, elle-même souvent en contact avec les langues khoïsan, a parallèlement développé des clics phonologiques. Enfin, on atteste quatre clics nasalisés dans un parler artificiel cérémonial, aujourd'hui disparu, le damin (en), employé par des aborigènes Lardil de l'État du Queensland (Australie).
Les clics existent cependant au titre de sons paralinguistiques dans la majorité des langues, servant à indiquer l'agacement, à exciter les chevaux, à signaler une erreur, etc. Il n'y a pas alors de paires minimales.

## Production
L'air est bloqué par la langue entre la zone dorso-vélaire et un autre point de la bouche (dont les deux lèvres), puis brusquement raréfié. La dépression créée est rapidement comblée lors du relâchement du second point, donnant naissance à un phénomène d'implosion (ou « mécanisme lingual ingressif ») bref et clairement audible, ressemblant à un claquement.
Contrairement aux autres sons considérés comme non pulmonaires, les clics simples sourds ne font intervenir que la bouche : ainsi, un clic peut être prononcé indépendamment de tout mouvement respiratoire. Il est donc possible d'émettre des clics à un rythme différent de celui de la respiration voire de respirer par le nez normalement pendant leur émission (ce qui permet leur répétition en théorie infinie) alors que dans les processus pulmonaires les rythmes phonatoires dépendent entièrement de la respiration (il n'est par exemple pas possible de parler sans reprendre son souffle – même avec des éjectives et des injectives – ou d'émettre une fricative en inspirant).

## Types de clics

### Clics fondamentaux
Les points d'articulation des clics sont principalement les suivants (dans certaines langues, il en existe plus) : 
- bilabial [ʘ] (bruit du baiser, utilisé en équitation western pour demander le mouvement en avant) écouter ;
- dental [ǀ] (bruit d'agacement symbolisé par l'onomatopée tss-tss) écouter ;
- (post-)alvéolaire ou rétroflexe [ǃ] (claquement de langue) écouter ;
- palato-alvéolaire [ǂ] (autre claquement) écouter ;
- alvéolo-latéral [ǁ] (bruit utilisé pour les chevaux, appelé « appel de langue », demande un mouvement en avant ; équitation « classique ») écouter.

Note : les enregistrements suivent le modèle [aXa], où [X] représente le clic.
Ils sont considérés comme des occlusives ou des affriquées.

### Caractéristiques secondaires
À l'articulation principale des clics peuvent s'ajouter :
- le voisement ;
- la nasalisation ;
- l'aspiration ;
- la glottalisation ;
- la phonation en voix soufflée ;
- la phonation en voix craquée.

Au total, le nombre de combinaisons atteint, en ǃxóõ, 83 clics différents, en comptant les clics à double-articulation.
La notation de ces caractéristiques est assez complexe : 
- sonorité : on peut faire précéder le symbole du clic de celui pour les consonnes dorso-vélaires afin de distinguer la sonorité : [kǀ] est sourd, [gǀ] sonore ;
- la nasalisation est indiquée par le symbole de la nasale dorso-vélaire précédant celui du clic : [kǀ] est oral, [ŋǀ] nasalisé ;
- l'aspiration se note normalement : [kǀʰ] ;
- de même la glottalisation (par l'apostrophe) : [kǀʼ] ;  si le clic n'est que suivi d'un coup de glotte sans que l'ensemble forme une éjective, on note de préférence  [kǀʔ] ;
- la voix soufflée (tréma souscrit) : [g̤ǀ] ;
- la voix craquée (tilde souscrit) : [g̭ǀ].